# 乙女のワルツ
「乙女のワルツ」（おとめのワルツ）は、1975年7月5日に発売された伊藤咲子の5枚目のシングル。

## 収録曲
- 両楽曲共に、作詞：阿久悠／作曲・編曲：三木たかし

1. 乙女のワルツ
2. 紅い花

## カバー
- 須山公美子 - 1986年のセカンド・アルバム『夢のはじまり』にカバーを収録[2][3]。冒頭のコーラスは割愛。歌詞を一部変更して歌っている。
- 中森明菜 - 2002年3月20日発売のカバーアルバム『-ZEROalbum- 歌姫2』に収録。冒頭のコーラスは割愛。
- 大竹しのぶ - 2014年12月24日発売のコラボレーション・カバーアルバム『歌心 恋心』に収録。甲本ヒロトとのデュエット[4]。

## 本楽曲が用いられた作品
- セイコー「セイコー・腕時計」CM - 1987年、出演：横山めぐみ。
- 日産自動車「プレセア」CM - 1994年、出演：浅野温子。インストゥルメンタルを使用。
- オムニバス映画『歌謡曲だよ、人生は』第8話「乙女のワルツ」 - 2007年、監督：宮島竜治。主演：マモル・マヌー。